# Марцинкявичюс, Альгимантас Йонас
Альгимантас Йонас Марцинкявичюс (лит. Algimantas Jonas Marcinkevičius; 1921—2014) — советский и литовский учёный-медик, доктор медицинских наук (1962), профессор (1965); член-корреспондент АМН СССР, действительный член Литовской академии наук (1990).
Первым в Литовской ССР начал исследовать проблемы кардиохирургии и трансплантации почек. Автор более 210 опубликованных научных работ, посвященных преимущественно кардиохирургии и хирургии сосудов.

## Биография
Родился 15 апреля 1921 года в Каунасе в семье Миколаса Марцинкявичюса (1892—1987) и его жены Оны Марцинкявичене (1895—1948).
После учёбы в Паневежской гимназии (1931—1940), в 1940 году поступил и в 1947 году с отличием окончил медицинский факультет Вильнюсского университета и до 1991 года занимался в нём преподавательской деятельностью, а в 1956—1990 годах был заведующим кафедрой общей хирургии. Одновременно в 1963—1990 годах являлся заведующим лабораторией проблемной сердечно-сосудистой хирургии, а в 1983—1990 годах — заведующим Республиканской клиникой сердечно-сосудистой хирургии. В 1954 году защитил кандидатскую диссертацию, а в 1962 году — докторскую. Под его личным руководством было подготовлено 33 диссертации, в том числе 5 докторских.
А. М. Марцинкявичюс был членом правления республиканского научного общества хирургов и кардиологов Литовской ССР (1964) и Всесоюзного общества кардиологов и хирургов (1973) а также членом Международного общества кардиохирургов (1971). С 1992 года — президент Литовской медицинской ассоциации.
Награждён орденом Трудового Красного Знамени и медалями. В 2011 году на телеканале LRT Televizija был представлен сюжет «Profesorius. A. Marcinkevičiaus 90-metį minint» («Профессор. В ознаменование 90-летия А. Марцинкявичюса») из двух частей.
Умер 19 февраля 2014 года в Вильнюсе.
Был женат на Дануте Марцинкявичене, в семье выросли сыновья: Римтаутас (род. 1956) и Альгимантас (род. 1960) — оба стали хирургами.

## Заслуги
- Заслуженный деятель науки Литовской ССР (1968), Заслуженный врач Литовской ССР (1981).
- Был удостоен Государственных премий Литовской ССР (1969, 1979, 1985), Государственной премии СССР (1988) и Национальной премии за научный прогресс (2006).
- Награждён орденом Трудового Красного Знамени и медалями СССР. Также награждён литовским Большим командорским крестом ордена Великого князя Литовского Гядиминаса (1995).